# Xã Springfield, Quận Summit, Ohio
Xã Springfield (tiếng Anh: Springfield Township) là một xã thuộc quận Summit, tiểu bang Ohio, Hoa Kỳ. Năm 2010, dân số của xã này là 14.644 người.